# Fairoul
Fairoul (en wallon Féroule) est un hameau à deux kilomètres à l'ouest de Fraire, sur un petit affluent de l'Eau d'Heure. Avec Fraire - auquel il est rattaché depuis 1810 - il fait aujourd'hui administrativement partie de la ville de Walcourt, dans la province de Namur (Région wallonne de Belgique).

## Économie
Le village a un très long passé minier (minerai de fer jaune) et industriel qui ne s'est arrêté qu'en 1970 après la fermeture de l'usine du Rossignol.

## Urbanisme
Ce hameau est soumis aux règles urbanistiques particulières et caractéristiques du Condroz, visées aux articles 419 et 424 du Code wallon de l'Aménagement du Territoire, de l'Urbanisme et du Patrimoine.
La Vallée du Ruisseau de Fairoul fait partie de Natura 2000 sous le code BE35049. 

## Patrimoine
- Chapelle Notre-Dame de l'Assomption de Fairoul. Située sur la rive gauche du ruisseau de Fairoul, édifice bâti en 1841 à partir d'un gros œuvres plus ancien. Le chœur est construit en 1708 par G. Bliquin, métallurgiste à Fairoul[1]. Elle est classée depuis 1991.
- Ferme d'En Bas, rue de Baileux. Propriété des seigneurs du lieu, puis au XIXe siècle des Cartier d'Yves[1].
- Château de Fairoul. Sur un site probable des anciens hauts fourneaux et forges de Fairoul, cités dès le XVIe siècle, ensemble datant du XIXe siècle établi  dans une vallée encaissée où coule le ruisseau de Fairoul. Cet exploitation industrielle a été reprise par le baron de Cartier d'Yves vers 1824 et 1830 et également propriétaire de Rossignol à Vogenée et de la Neuve Forge aujourd'hui disparue, toutes deux située sur le ruisseau d'Yves. Il fait construire un laminoir qui cessa ses activité en 1846[1].